# Торкуновка (городище)
Торкуновка (городище) — археологический объект, находящийся у деревни Торкуновка Аникановского сельского поселения Мценского района Орловской области.

## Описание
Данное поселение по расположению и устройству типично для бассейна верхней Оки. Расположение на мысу берега реки, с напольной стороны защищено искусственными сооружениями. Большинством керамических фрагментов культура обитателей поселений сближается с поселениями верхнего Поднепровья и бассейна Десны.
В 1987—1989 гг. отряд, созданный в 1985 году на базе археологического кружка из школьников и студентов исторического факультета Орловского государственного педагогического института, в составе Деснинской археологической экспедиции Института археологии АН СССР под руководством Леопольда Никодимовича Красницкого (1939—2016) проводил раскопки городища у деревни Торкуновка на правом берегу Оки. Городище представляет собой треугольную по площади небольшую площадку, возвышающуюся на 25—30 метров над рекой. Особый интерес вызывают оборонительные укрепления. С напольной стороны площадку защищали два вала со рвами, наполнявшиеся водой. Расстояние между валами около 30 метров. Были выполнены раскопки внешнего вала и рва перед ним, межваловой площадки, внутреннего вала со рвом и часть основной мысовой площадки. Из находок были найдены кремнёвые отщепы, скребки, лепная керамика, глиняные ядра (применявшиеся для метания в неприятеля), глиняные рыболовные грузила, трёхгранный втульчатый наконечник стрелы, лезвие ножа, точильные камни и другие предметы быта и промысла, а также два горшка, наполненные мелкорубленными костями. Результаты раскопок показали, что поселение существовало во второй половине I тысячелетия до н. э.  и в середине I тысячелетия нашей эры. По другим находкам фрагментов керамики и кремнёвых орудий сделано предположение о существовании здесь более раннего поселения бронзового века — II тысячелетия до н. э..